# Riu Girona
El riu Girona, o Bolata, naix a la població valenciana de la Vall d'Alcalà, a l'extrem occidental de la Marina Alta i desguassa en el Mediterrani; concretament a la punta de l'Almadrava, on fa de frontera natural entre el terme d'eixe municipi i el de Dénia. El riu Girona té una longitud de 38,5 km i una superfície de conca de 117 km².

## Descripció
Després de travessar el terme de la Vall d'Ebo, s'engorja formant l'espectacular paratge conegut com el barranc de l'Infern, a l'eixida del qual hi ha la presa d'Isbert, situada sobretot al terme municipal de la Vall de Laguar. Des d'eixe punt, discorre per una plana al·luvial que conforma la meitat nord del Marquesat de Dénia, on rep les aigües del barranc de la Bolata, el seu afluent principal, i travessa els termes d'Orba i dels diferents pobles de l'anomenada Rectoria de la Marina Alta, (Tormos, Sagra, el Ràfol d'Almúnia, Benimeli i Sanet i els Negrals), Beniarbeig, Ondara, el Verger i els Poblets.

## Riuades
El riu Girona durant gran part de l'any manté un cabal reduït; tanmateix, de la tardor a l'estiu augmenta considerablement, i ha arribat a inundar els pobles i els camps de la seua ribera, en especial les viles de Beniarbeig, el Verger i els Poblets, les quals tenen edificacions molt pròximes a la vora del riu.
El 30 de setembre de 1919 la crescuda del Girona va afectar especialment a Beniarbeig, on les aigües van soscavar els fonaments d'algunes cases en arribar el riu als 5 metres d'altura, i també va causar importants danys al Verger i Els Poblets. Unes altres inundacions importants van ser les de novembre de 1941 i la del novembre de 1957. En la segona, durant els dies 1 i 2 d'octubre, va tindre lloc un període de pluges torrencials que afavorí que el cabal del riu baixara de gom a gom.
El 12 d'octubre de 2007, les fortes pluges concentrades en un espai de temps reduït van ser les causants de la crescuda del cabal del riu Girona i, conseqüentment del seu desbordament. Els valors pluviomètrics registrats en alguns pobles de la conca hidrogràfica del Girona oscil·laren els 400 mm. Aquella riuada destrossà 80 cases al llarg del riu al seu pas pel Verger, i arribà als dos metres d'alçària en els carrers contigus al seu llit. Fou el creixement més gran documentat al riu, que va deixar els ponts malmesos, el pont de Beniarbeig enrunat, i va provocar la mort d'una persona d'eixe municipi.

## Fotografies
|  |  |  |